# BRCA1
El BRCA1 (breast cancer 1, «càncer de mama 1») és un gen humà del tipus conegut com a gens supressors de tumors, que regulen el cicle cel·lular i eviten la proliferació incontrolada. La proteïna BRCA1, producte d'aquest gen, forma part del sistema de detecció i reparació de danys de l'ADN. Les variacions d'aquest gen estan implicades en alguns tipus de càncer, especialment el càncer de mama. El gen BRCA1 està situat al braç llarg (q) del cromosoma 17, a la posició 21, des del parell de bases 38.449.843 fins al parell de bases 38.530.933.

## Funció i mecanisme
La proteïna BRCA1 està implicada directament en la reparació del DNA danyat. Es creu que al nucli de molts tipus de cèl·lules normals, la proteïna BRCA1 interacciona amb la Rad51 per reparar trencaments en el DNA, tot i que els detalls particulars i la importància d'aquesta interacció encara són matèria de debat. Aquests trencaments del DNA poden ser provocats per radiació natural o per altres tipus d'exposició, però també es produeixen quan els cromosomes intercanvien material genètic abans de la divisió cel·lular. La proteïna BRCA2, que té una funció semblant a la de BRCA1, també interacciona amb la Rad51. Amb la seva tasca de reparació de DNA aquestes tres proteïnes tenen un paper important en mantenir l'estabilitat del genoma humà.
Diversos treballs de recerca suggereixen que les dues proteïnes BRCA1 i BRCA2 regulen l'activitat d'altres gens i tenen un paper clau en el desenvolupament embrionari. Possiblement la proteïna BRCA1 interacciona amb moltes altres proteïnes, incloent-hi supressors de tumor i reguladors del cicle de divisió cel·lular.

## Firmes mutacionals associades a BRCA1 i BRCA2
Les firmes mutacionals del càncer són els s de mutació en el ADN de les cèl·lules que segueixen un patró característic i fixa. De 560 càncers de mama analitzats, 90 van presentar mutacions inactivadores a BRCA1 o BRCA2 a la línia germinal o somàtica, o van mostrar metilació del promotor BRCA1. La pèrdua del cromosoma 17 o 13 es va observar a 80 dels 90 casos. Aquests van exhibir moltes mutacions de substitució de bases de la firma 3, i substitucions de doble nucleòtid de la firma 8. Així, aquestes dos firmes estarien associades amb l'absència de BRCA1 i BRCA2.
Els càncers amb mutacions a BRCA1, però no a BRCA2, mostren un gran número de petites duplicacions en tàndem de la firma de reordenament 3. Els càncers amb mutacions a BRCA1 o BRCA2 mostren un nombre substancial de delecions de la firma de reordenament 5.

## Trastorns associats
Algunes variacions del gen BRCA1 duen a un augment del risc de patir càncer de mama. Diversos estudis han identificat més de 600 mutacions al gen BRCA1, moltes de les quals estan associades a un major risc de càncer. Aquestes mutacions poden ser canvis en un parell de bases o en uns pocs parells; en alguns casos es reorganitzen grans segments de DNA. Un gen BRCA1 mutat acostuma a codificar per a una proteïna que no funciona correctament perquè és anormalment curta. Les investigacions apunten que una proteïna BRCA1 defectuosa no pot ajudar a reparar les mutacions que es produeixen en altres gens; aquests defectes s'acumulen i poden permetre a les cèl·lules créixer i dividir-se incontroladament, donant lloc a un tumor.
A més del càncer de mama, les mutacions al gen BRCA1 també augmenten el risc de càncer d'ovari, de trompa de Fal·lopi, de pròstata i de còlon. També s'han associat lesions precanceroses (displàsies) de les trompes de Fal·lopi amb mutacions del BRCA1.

### Altres referències
- Liede A, Karlan BY, Narod SA «Cancer risks for male carriers of germline mutations in BRCA1 or BRCA2: a review of the literature». J Clin Oncol, 22, 4, 2004, pàg. 735-42. PMID: 14966099.
- Metcalfe K, Lynch HT, Ghadirian P, Tung N, Olivotto I, Warner E, Olopade OI, Eisen A, Weber B, McLennan J, Sun P, Foulkes WD, Narod SA «Contralateral breast cancer in BRCA1 and BRCA2 mutation carriers». J Clin Oncol, 22, 12, 2004, pàg. 2328-35. PMID: 15197194.
- Powell SN, Kachnic LA «Roles of BRCA1 and BRCA2 in homologous recombination, DNA replication fidelity and the cellular response to ionizing radiation». Oncogene, 22, 37, 2003, pàg. 5784-91. PMID: 12947386.
- Scully R, Puget N «BRCA1 and BRCA2 in hereditary breast cancer». Biochimie, 84, 1, 2002, pàg. 95-102. PMID: 11900881.
- Tutt A, Ashworth A «The relationship between the roles of BRCA genes in DNA repair and cancer predisposition». Trends Mol Med, 8, 12, 2002, pàg. 571-6. PMID: 12470990.
- Venkitaraman AR «Cancer susceptibility and the functions of BRCA1 and BRCA2». Cell, 108, 2, 2002, pàg. 171-82. PMID: 11832208.